# Daniel Sueiro
Daniel Sueiro (Rois, 1931 - Madrid, 1986) fue un escritor y periodista español, perteneciente a la generación de novelistas llamada del medio siglo o de los cincuenta, cuya obra se encuadra dentro del realismo social.

## Biografía
Daniel Sueiro era hijo de un maestro nacional, que ejercía en una escuela rural en Ribasar, en el municipio coruñés de Rois. Sus estudios universitarios los comenzó en la Universidad de Santiago de Compostela, marchando posteriormente a Madrid. Empezó Derecho, para terminar dedicándose al periodismo. Su faceta de periodista de investigación, junto con la de escritor, es por la que más se le recuerda.
Fue periodista de los diarios Arriba y Pueblo y de la Agencia EFE. En 1957 se casó con María Cruz Seoane, que habría de ser una destacada historiadora de la prensa. Comenzó su carrera de literato en 1958 con el libro de relatos La rebuscas y otras desgracias. En 1958 escribió Los conspiradores, por la que obtuvo el Premio Nacional de Literatura en 1959 y que se publicó cuatro años después, a la que siguió su primera novela, La criba, sobre el mundo del periodismo. Siguió la novela Estos son tus hermanos, que narra el regreso de un exiliado a España, donde no puede soportar los odios y la violencia social que siguen ejerciendo sobre él los vencedores de la guerra y describe el ambiente irrespirable que se crea en torno suyo; fue prohibida por la censura franquista en 1961 y se publicó en México en 1965. Luego volvió al relato con la publicación de Toda la semana de 1964. Durante los años sesenta y setenta publicó novelas como La noche más caliente (1966), sobre el mundo rural dominado por el caciquismo, Corte de corteza (1969), en que con la anécdota de un trasplante de cerebro construye una protesta ante la sociedad actual, y El cuidado de las manos (1974). 
Aunque como novelista consiguió algún éxito e incluso recibió el premio Alfaguara, la faceta por la que lograría mayor resonancia en el mundo literario sería por sus ensayos y libros reportajes, modalidad en la que sería pionero en España, basados sobre todo en la pena de muerte. De esta faceta destacan las siguientes obras: El arte de matar (1968), Los verdugos españoles (1972), La pena de muerte: ceremonial, historia, procedimientos (1974) e Historia del franquismo, de 1978. En 1987 se publicó póstumamente su última novela, Balada del Manzanares.

## Obra

### Novela
- 1961: La criba
- 1965: Estos son tus hermanos
- 1966: La noche más caliente
- 1968: Corte de corteza, Premio Alfaguara
- 1974: El cuidado de las manos
- 1987: Balada del Manzanares (póstuma)

### Relato
- 1958: La rebusca y otras desgracias
- 1959: Los conspiradores, galardonada con el Premio Nacional de Literatura
- 1964: Toda la semana
- 1967: Solo de moto
- 2014: La carpa y otros cuentos (compilación de once relatos y dos novelas cortas: "La carpa" y "Solo de moto")
- 2019: Cuentos para leer en la cama con un pitillo en la boca
- 2019: Novelas cortas para leer en la cama con un pitillo en la boca

### Reportaje
- 1968: El arte de matar
- 1972: Los verdugos españoles
- 1974: La pena de muerte: ceremonial, historia, procedimientos
- 1976: La verdadera historia del Valle de los Caídos
- 1978: Historia del franquismo, escrita en colaboración con Bernardo Díaz Nosty
- 1983: La Flota es roja sobre el papel de la Armada Española en la conspiración que lleva al golpe de Estado de julio de 1936 y la evolución de la flota en los primeros meses de la contienda
- 1983: El Valle de los Caídos: los secretos de la cripta franquista (2ª edición de La verdadera historia del Valle de los Caídos de 1976). En 2019 se reeditó con prólogo de su hija la historiadora Susana Sueiro Seoane con el título La verdadera historia del Valle de los Caídos. La cripta franquista (2ª edición), Madrid, Editorial Tébar Flores.

### Guion cinematográfico
- 1959: Los golfos de Carlos Saura
- 1963: Los farsantes de Mario Camus
- 1976: El puente de Juan Antonio Bardem basada en Solo de moto

La película Queridísimos verdugos, de Basilio Martín Patino, está inspirada en su libro Los verdugos españoles.